# 竹野浜

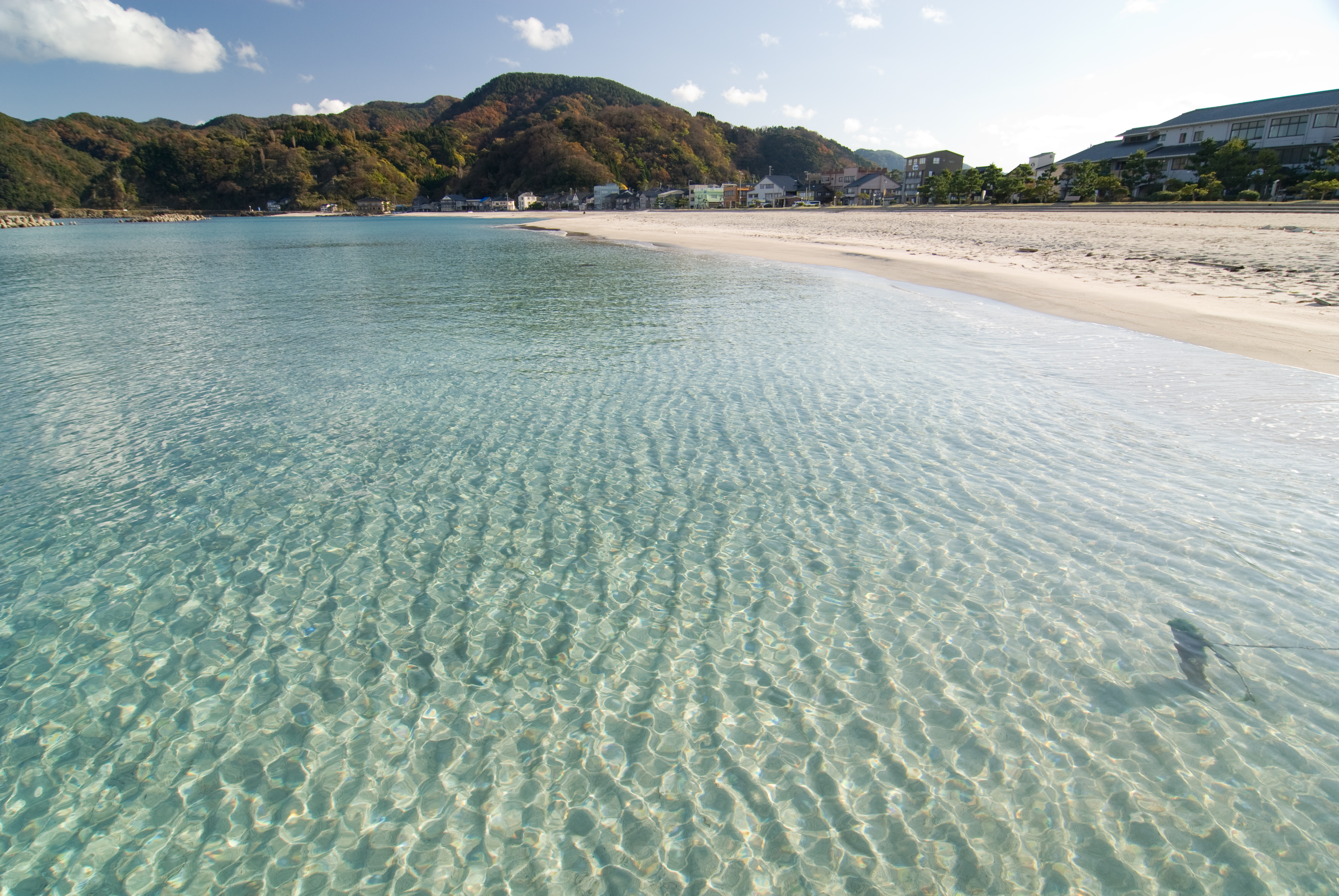
ジャジャ山公園から望む竹野浜

竹野浜（たけのはま）は、兵庫県豊岡市竹野町竹野にある白砂青松の砂浜で、日本海に面する竹野海岸の猫崎半島の東に位置する。竹野浜を含む竹野海岸は山陰海岸国立公園および山陰海岸ジオパークに属する。
東西約800mの遠浅の砂浜である。海は透明度が高く、環境省による快水浴場百選をはじめ日本の渚100選、日本の水浴場55選、日本の水浴場88選などに選ばれた日本を代表する海水浴場のひとつで、夏は約50万人の海水浴客でにぎわう。

## 歴史
江戸時代から明治時代にかけて北前船の寄港地として栄えた竹野浜一帯は「竹野の大浜」と呼ばれ、全国の廻船業者が軒を連ねた。
竹野浜の北西側にあり、日本海へ突き出るように伸びている猫崎半島は賀島と呼ばれていた。
浜辺にある北前館には、北前船の復元船「天神丸」をはじめ和磁石や望遠鏡、船絵馬などが展示されている。また、近くの鷹野神社には船頭が奉納した船絵馬や方位を見るための方角石が残っている。

### 年表
- 1910年（明治43年） - 竹野村が賀嶋山麓開発のための公園費を計上[1]。
- 1911年（明治44年） - 竹野駅開設[1]。
- 1918年（大正7年）9月14日 - 水害により鷹野神社西端から猫崎半島までが竹野川となり、砂浜の約半分が流失[1]。
- 1955年（昭和30年）3月 - 竹野村と周辺3村が合併[2]。
- 1962年（昭和37年） - 竹野と豊岡市瀬戸の間を結ぶ海岸道路（未舗装）の工事が完了[2]。
- 1963年（昭和38年）12月 - ニホンザル45頭を広島県から導入し、賀嶋公園で放し飼いにした[2]。
- 1965年（昭和40年） - 海岸道路が舗装された[2]。開通当時は有料道路、のち無料化。
- 1968年（昭和43年） - 昭和天皇が山陰海岸を行幸[2]。
- 1975年（昭和50年） - 竹野町がニホンザルの飼育を断念し、捕獲したニホンザルを犬山モンキーセンターへ移送[2]。

## ギャラリー

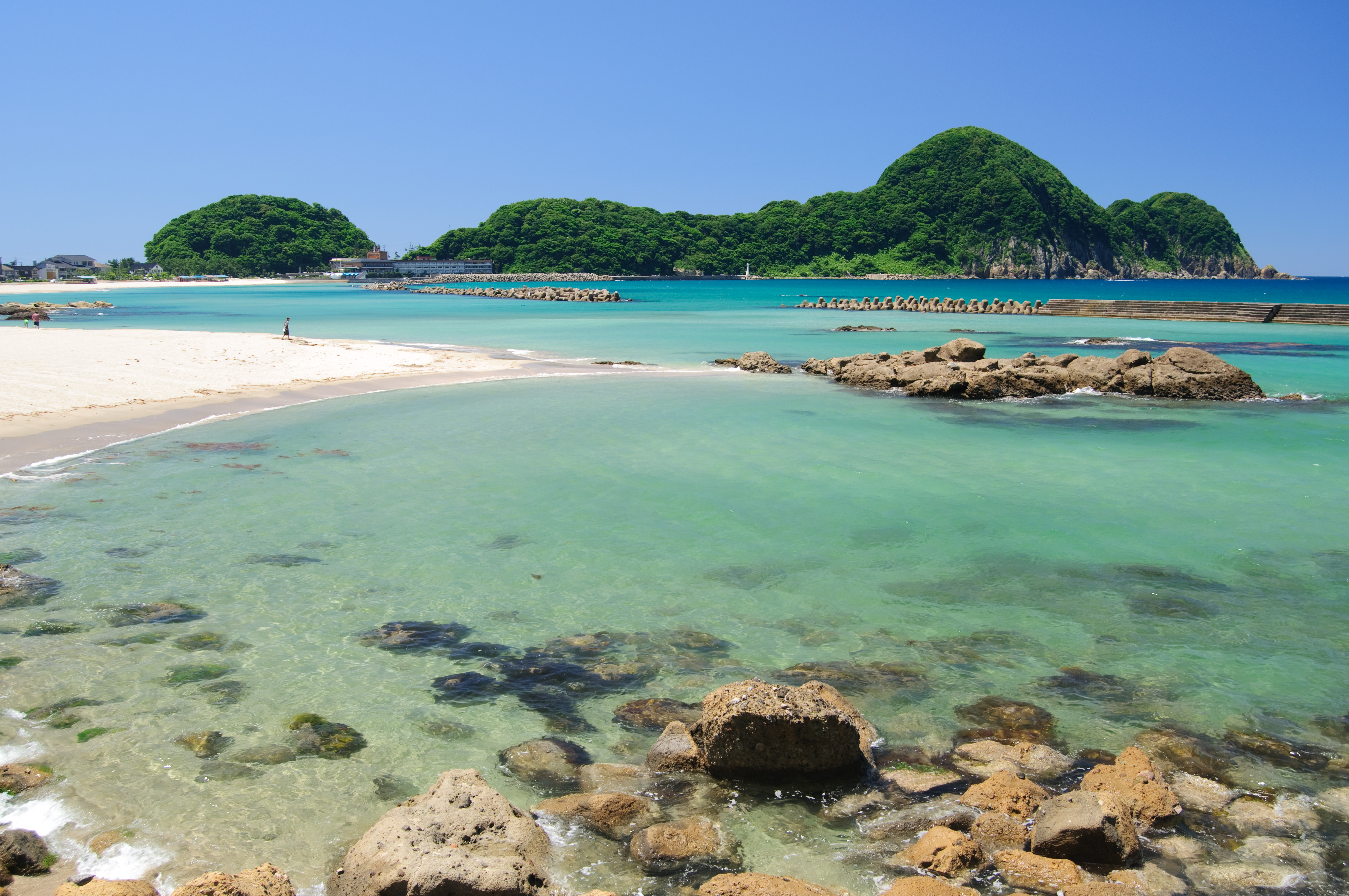
竹野浜東端から猫崎を望む
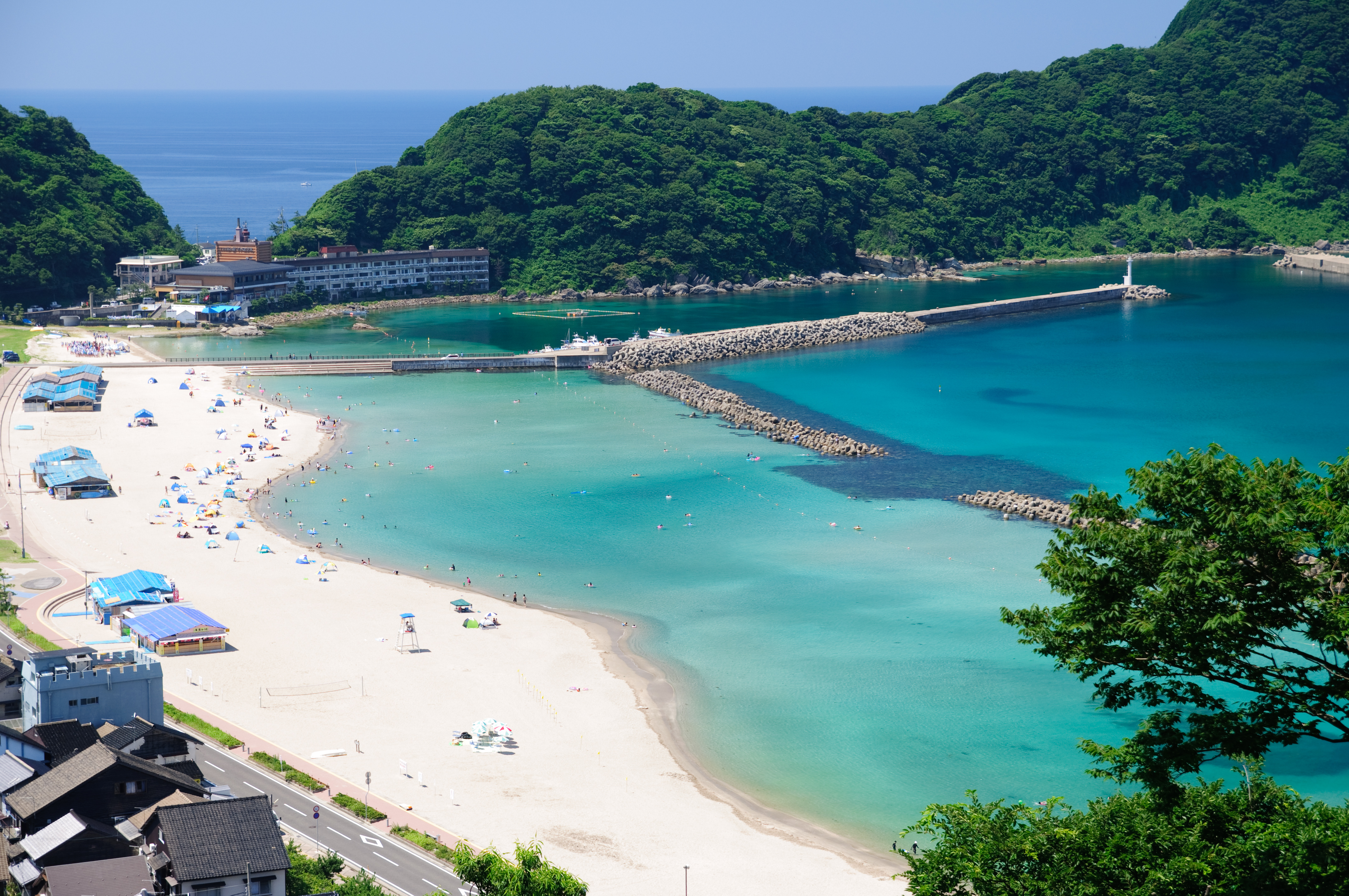
ジャジャ山公園から望む竹野浜
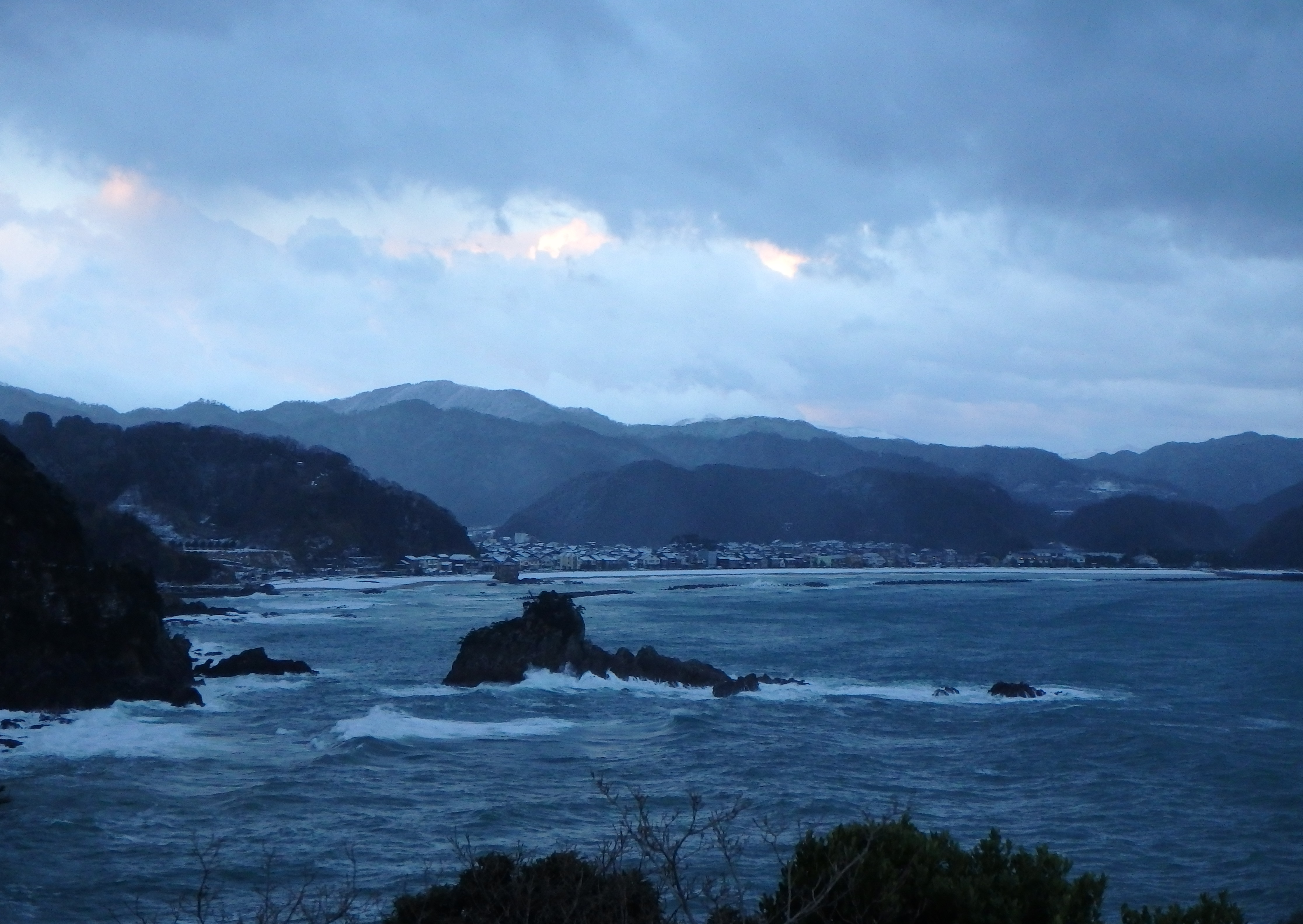
冬の強風時における竹野浜（2017年12月17日）
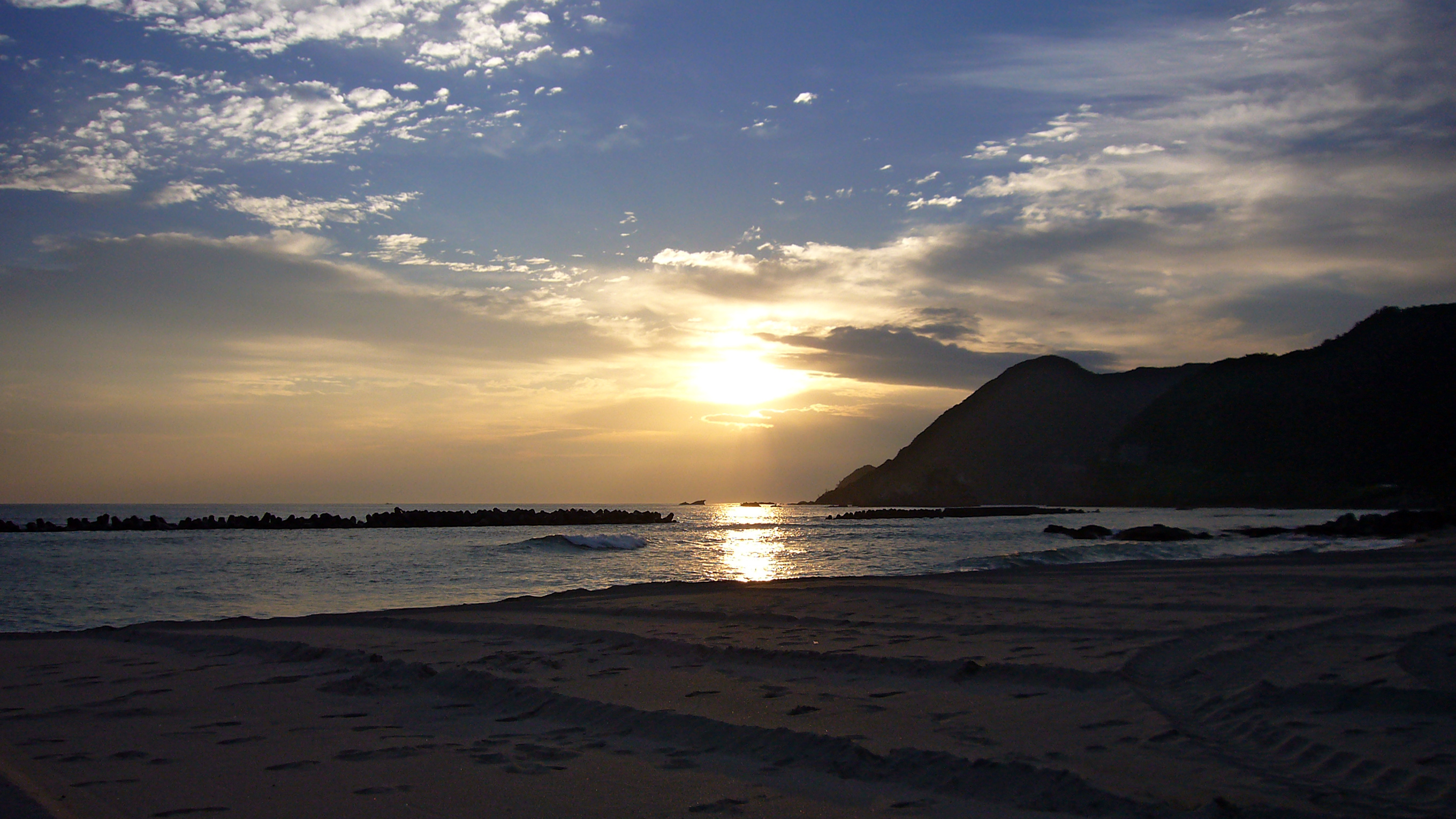
水平線から昇る朝日
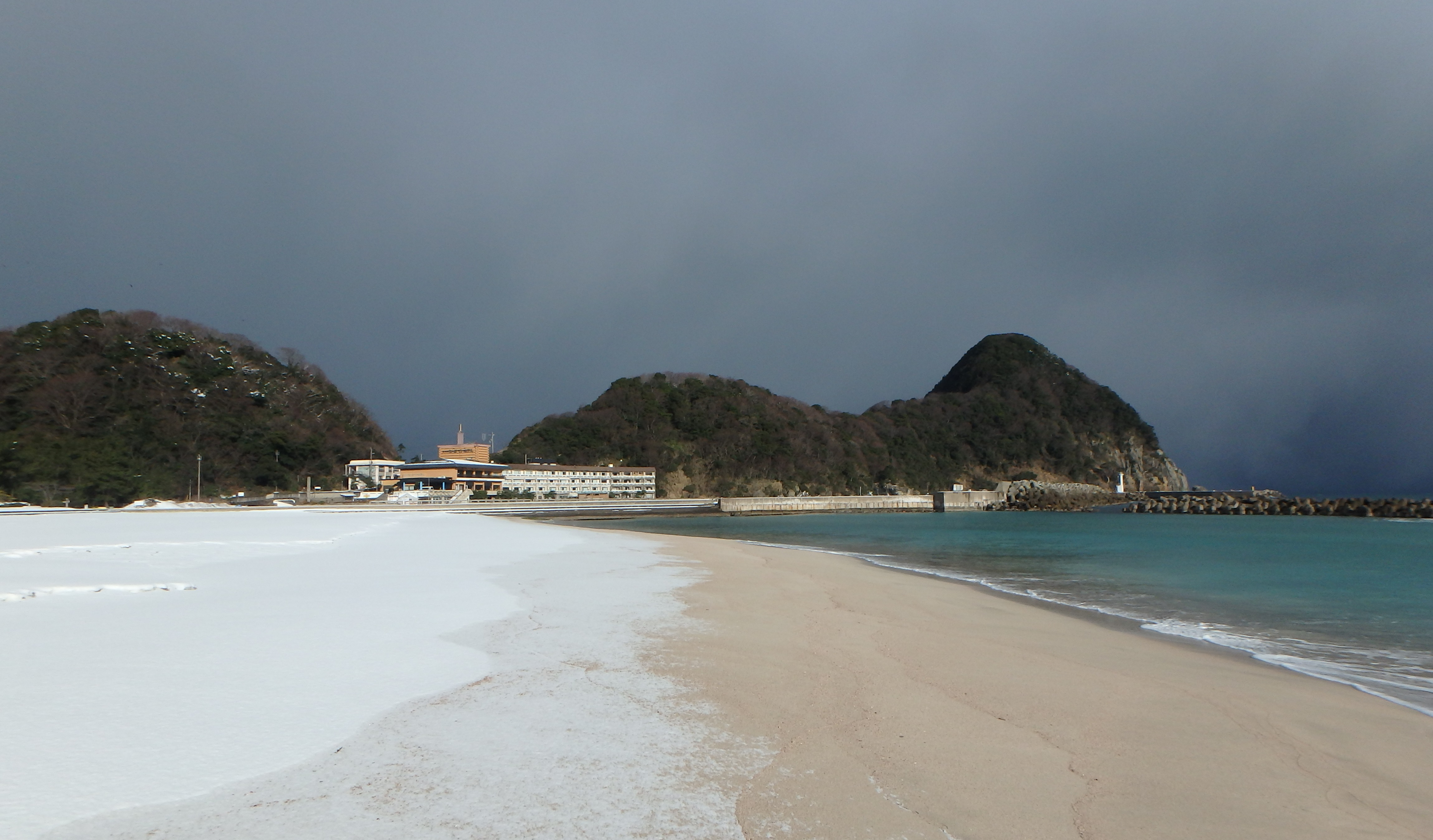
積雪に覆われた竹野浜海水浴場（2018年1月）
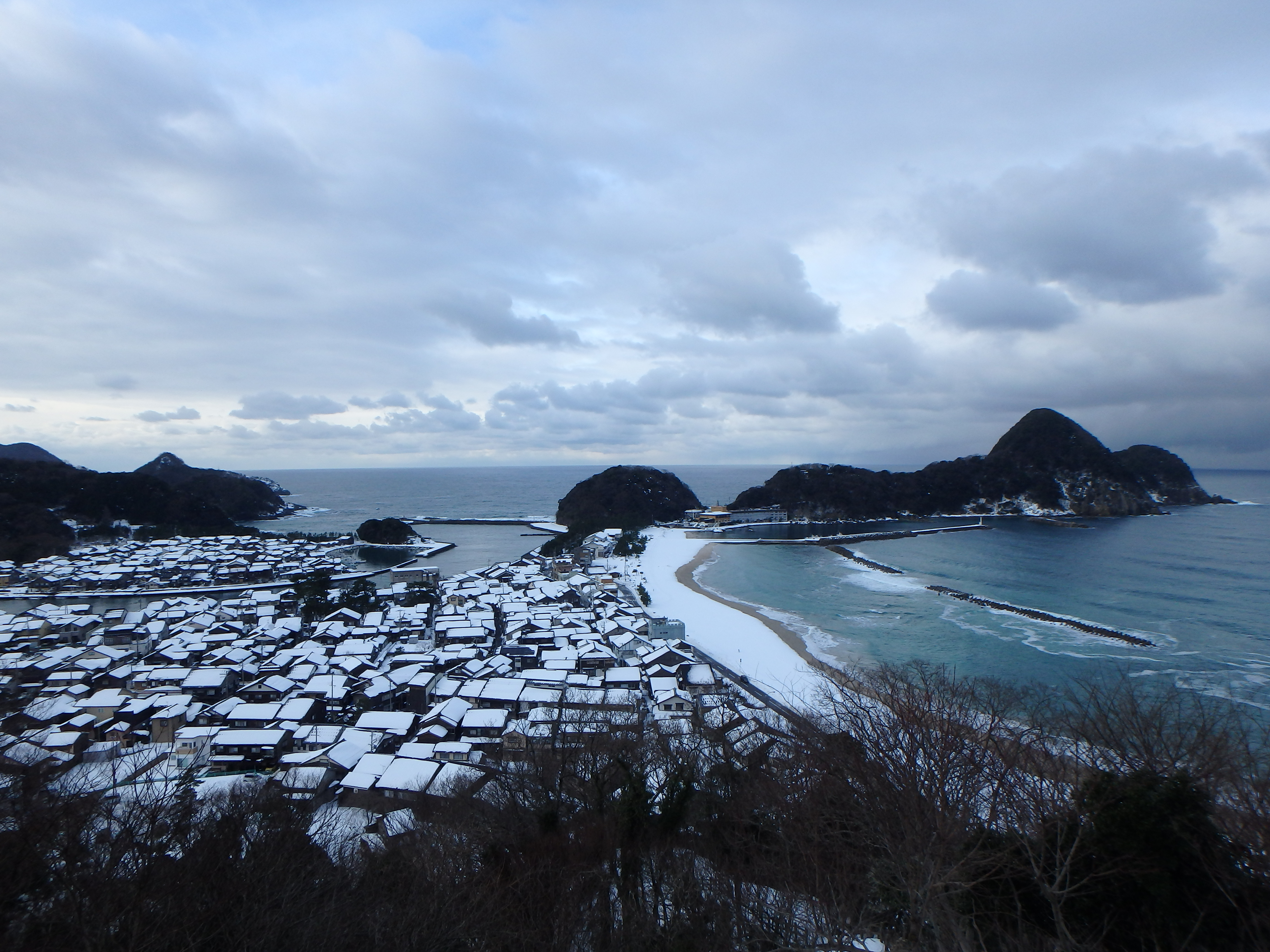
積雪に覆われた竹野浜海水浴場と猫崎半島（2021年1月）
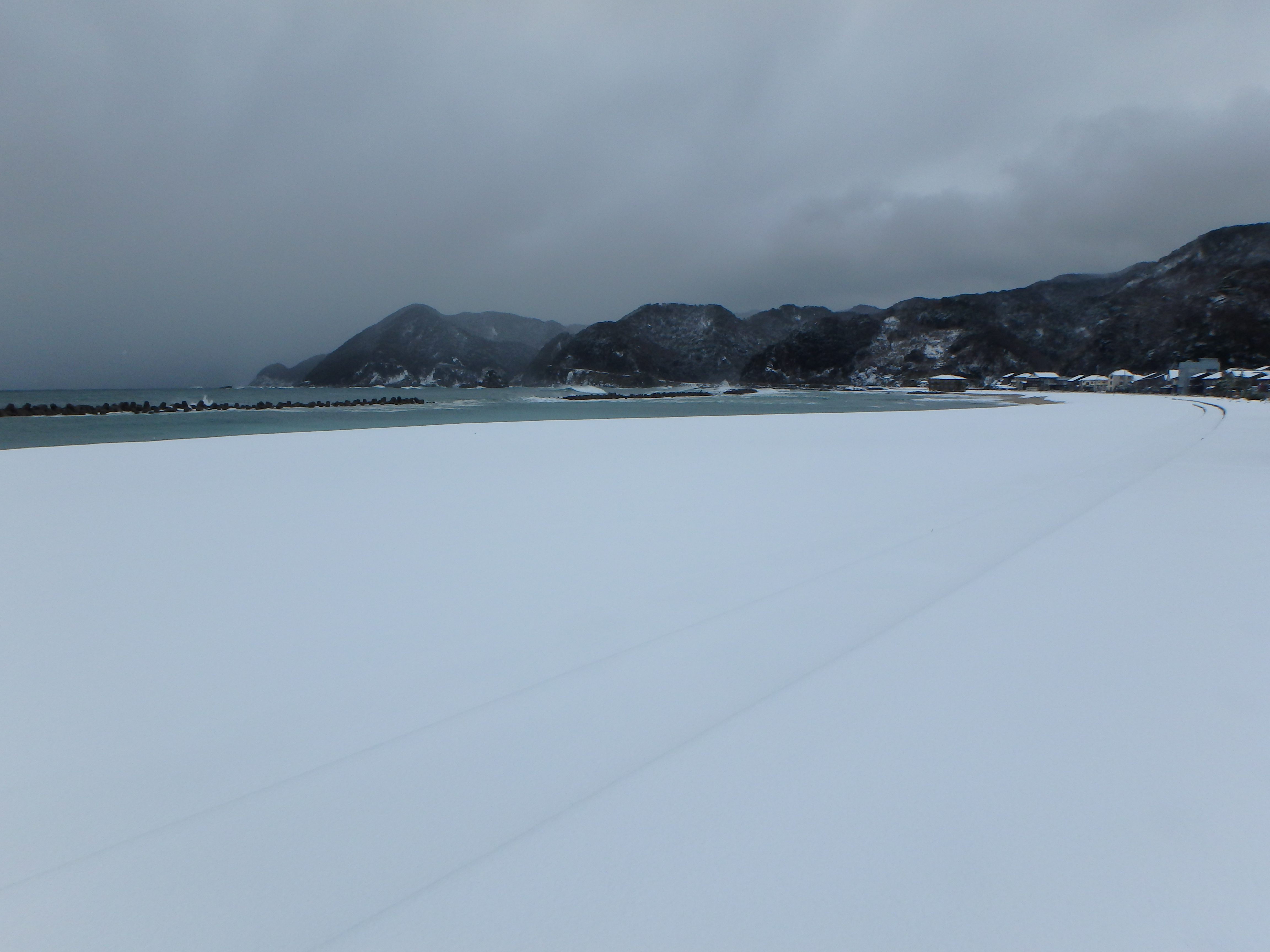
積雪に覆われた竹野浜海水浴場（2020年12月）
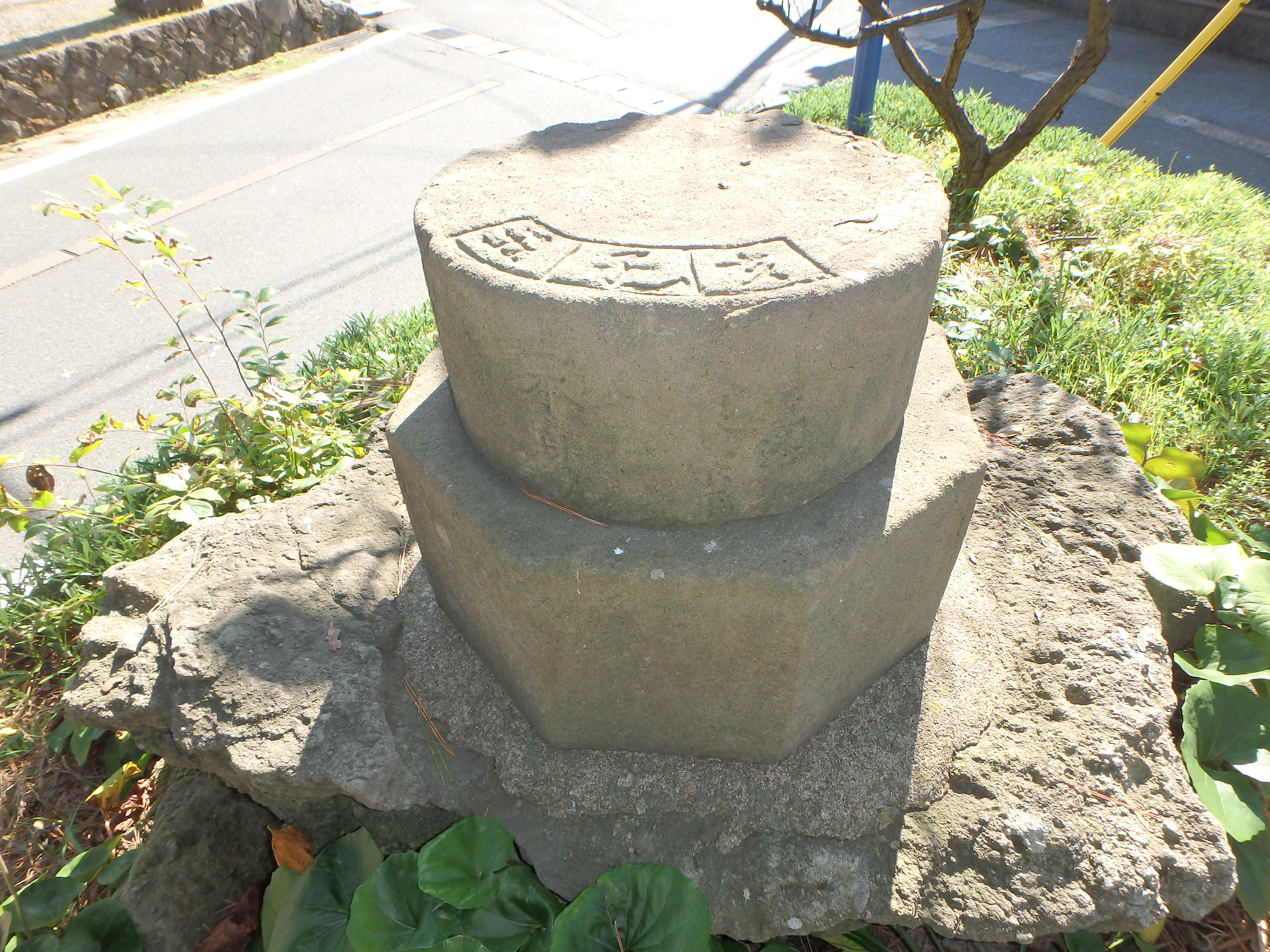
鷹野神社の方角石

## 所在地
- 兵庫県豊岡市竹野町竹野

### 交通アクセス
- JR山陰本線 竹野駅 徒歩20分
- JR山陰本線 豊岡駅・竹野駅から全但バスまたは豊岡市営バス「イナカー」で「竹野浜」バス停下車

### 周辺施設
- 北前館 - 竹野浜に面して建つ北前船をテーマとする資料館と竹野温泉の入浴施設を核とする複合施設
- 誕生の塩工房 - 竹野浜の海水を使った塩作り体験ができる施設
- 鷹野神社
- 大灯籠
- ローソン豊岡竹野店 - 2020年12月現在、竹野町内にある唯一のコンビニエンスストア。竹野浜から南へ徒歩10分。

### 近隣の景勝地・海水浴場・キャンプ場
- 竹野海岸
  - 猫崎 - 賀嶋公園
  - 切浜 - 淀の洞門、はさかり岩
  - 宇日流紋岩の流理
- 青井浜キャンプ場、弁天浜キャンプ場
- 香住海岸 - 鎧の袖など
- 但馬御火浦 - 釣鐘洞門、旭洞門、下荒洞門など
- 浜坂海岸 - 浜坂県民サンビーチ
- 玄武洞
- 城崎温泉